# David Peters (Pokerspieler)
David Patrick Peters (* 16. April 1987 in Toledo, Ohio) ist ein professioneller US-amerikanischer Pokerspieler.
Peters gilt als einer der besten Turnierspieler der Welt. Er hat sich bei Live-Pokerturnieren mehr als 44 Millionen US-Dollar erspielt und steht damit auf dem zehnten Platz der erfolgreichsten Pokerspieler nach Turnierpreisgeldern. Der Amerikaner gewann 2015 das High Roller der European Poker Tour, ist vierfacher Braceletgewinner der World Series of Poker und erzielte zahlreiche weitere hochdotierte Turnierergebnisse. Allein 13 Siege sicherte er sich bei Turnieren im Aria Resort & Casino am Las Vegas Strip, in dem er 2019 und 2021 jeweils als erfolgreichster Spieler der US Poker Open ausgezeichnet wurde. Im Jahr 2016 wurde Peters vom Global Poker Index und dem Card Player Magazine jeweils als Spieler des Jahres geehrt. Anfang 2017 stand er für 7 Wochen an der Spitze der Pokerweltrangliste.

## Persönliches
Peters stammt aus Toledo im US-Bundesstaat Ohio. Er besuchte die örtliche High School und studierte anschließend Wirtschaft an der Bowling Green State University, schloss das Stadium jedoch nicht ab. Peters lebt in Las Vegas.

## Pokerkarriere

### Werdegang

#### 2004–2009: Anfänge und erste Turniersiege
Peters brachte sich das Pokerspielen im Jahr 2004 selbst bei und begann mit 18 Jahren mit dem Spielen von Onlinepoker. Durch Freerolls baute er sich eine erste Bankroll von 600 US-Dollar auf, mit der er zunächst Sit and Gos spielte und später zu Turnierpoker wechselte. Er nutzt auf der Plattform PokerStars den Nickname dpeters17 und spielte bei Full Tilt Poker als Davidp18. Darüber hinaus nutzt Peters bei GGPoker seinen echten Namen.
Seine erste Geldplatzierung bei einem Live-Turnier erzielte Peters Anfang Dezember 2006 in Barcelona, als er bei einem Turnier des Ongame Network Poker Classic den mit über 55.000 US-Dollar dotierten siebten Platz belegte. Im Januar 2007 kam er beim Main Event des PokerStars Caribbean Adventures (PCA) auf den Bahamas auf den 31. Rang und erhielt knapp 20.000 US-Dollar Preisgeld. Ende März 2007 erreichte er beim Main Event der European Poker Tour (EPT) in Monte-Carlo die bezahlten Plätze und beendete das Turnier auf dem zwölften Platz, was ihm mehr als 65.000 Euro einbrachte. Im Juni 2008 war er erstmals bei der World Series of Poker (WSOP) im Rio All-Suite Hotel and Casino in Paradise am Las Vegas Strip erfolgreich und kam insgesamt viermal in die Geldränge. In Mount Pleasant gewann der Amerikaner Ende August 2008 das Main Event der Heartland Poker Tour und sicherte sich eine Siegprämie von rund 130.000 US-Dollar. Einen weiteren Titel gewann er Mitte Oktober 2009 im Hotel Bellagio am Las Vegas Strip, wo er ein Event des Festa al Lago mit einem Hauptpreis von über 100.000 US-Dollar für sich entschied.
Insgesamt lagen Peters Turniergewinne bis Jahresende 2009 bei rund 820.000 US-Dollar.

#### 2010–2014: Finaltische bei der WSOP und WPT
Bei der EPT in Monte-Carlo belegte Peters Ende April 2010 den zweiten Platz bei einem Side-Event und kam auch beim Main Event in die Geldränge, was ihm Preisgelder von 123.000 Euro einbrachte. Anfang Juli 2010 saß Peters bei einem Turnier der Variante No Limit Hold’em an seinem ersten WSOP-Finaltisch und wurde Zweiter, wofür er rund 350.000 US-Dollar erhielt. Anschließend belegte er beim Main Event der Turnierserie den 136. Platz, der mit knapp 40.000 US-Dollar bezahlt wurde. Auch bei der im Oktober 2010 in London ausgespielten World Series of Poker Europe erreichte er einen Finaltisch und kam ebenfalls beim Main Event in die Geldränge, was ihm Preisgelder von über 100.000 Britischen Pfund einbrachte. Im November 2010 gewann er ein Heads-Up-Event der North American Poker Tour in Los Angeles mit einer Siegprämie von mehr als 110.000 US-Dollar. Beim Main Event der World Poker Tour (WPT) kam der Amerikaner erstmals im Mai 2011 im Bellagio an den Finaltisch, den er auf dem mit über 170.000 US-Dollar dotierten siebten Rang beendete. Bei der WSOP 2012 erzielte er fünf Geldplatzierungen. Anfang März 2013 belegte Peters beim Main Event der Italian Poker Tour in Sanremo den zweiten Rang und erhielt aufgrund eines Deals mit Nicola Sasso ein Preisgeld von 155.000 Euro. Im Hotel Bellagio wurde er im Mai 2013 Sechster beim Main Event der WPT und erhielt knapp 175.000 US-Dollar. An gleicher Stelle sicherte er sich Mitte Juli 2013 den Titel bei der neunten Ausspielung des Bellagio Cups, wofür er aufgrund eines Deals mit Jason Koon mehr als 355.000 US-Dollar erhielt. Ende Oktober 2013 saß Peters beim High Roller der World Series of Poker Europe in Enghien-les-Bains am Finaltisch und belegte den mit über 150.000 Euro dotierten vierten Platz. Mitte Dezember 2013 setzte er sich in Prag beim Eureka High Roller durch und sicherte sich 131.000 Euro, da er zuvor einem Deal mit Ján Bendík zugestimmt hatte. Am Jahresende 2013 belegte Peters im Ranking des Global Poker Index Player of the Year den fünften Platz. Bei der WSOP 2014 kam er achtmal auf die bezahlten Plätze.
Ende des Jahres 2014 lag die Summe seiner gewonnenen Turnierpreisgelder bei knapp 4,5 Millionen US-Dollar.

#### 2015–2016: Sieg beim EPT High Roller, erstes Bracelet und Auszeichnungen als Spieler des Jahres

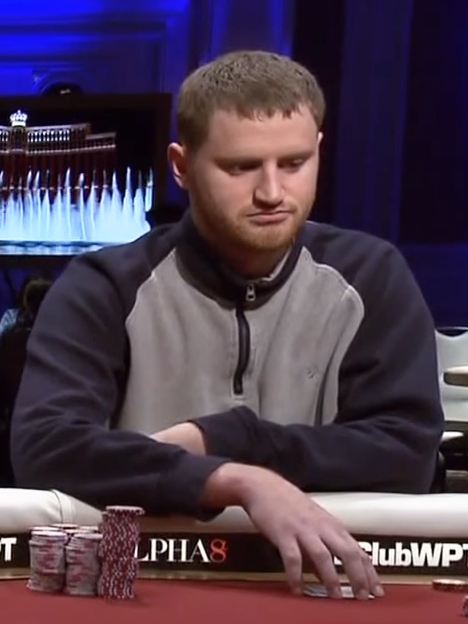
Peters bei einem Alpha8-Event am Las Vegas Strip (2015)

Ende März 2015 gewann Peters das High-Roller-Event der EPT in Portomaso auf Malta. Dafür setzte er sich gegen 303 andere Spieler durch und erhielt eine Siegprämie von knapp 600.000 Euro, was sein bis dahin höchstes Preisgeld darstellte. Anfang Juli 2015 kam der Amerikaner beim 500.000 US-Dollar teuren Super High Roller Bowl im Aria Resort & Casino am Las Vegas Strip an den Finaltisch und beendete das Turnier auf dem fünften Platz, der mit rund 1,5 Millionen US-Dollar bezahlt wurde. Seinen ersten Turniersieg in diesem Casino sicherte er sich am 20. Dezember 2015 beim Aria High Roller, für den er ein Preisgeld von mehr als 425.000 US-Dollar entgegennahm. Darüber hinaus stand Peters im Jahr 2015 zeitweise auf dem achten Platz des PokerStake-Rankings, das die erfolgreichsten Onlinepoker-Turnierspieler listet.
Anfang Januar 2016 belegte er bei der Triton Poker Series auf den Philippinen hinter Fedor Holz den zweiten Platz und erhielt aufgrund eines Deals sein bisher höchstes Preisgeld von umgerechnet rund 2,7 Millionen US-Dollar. Bei der A$250.000 Challenge der Aussie Millions Poker Championship in Melbourne wurde er Anfang Februar 2016 ebenfalls Zweiter und erhielt wegen eines zuvor ausgehandelten Deals mit Fabian Quoss, Connor Drinan und Steve O’Dwyer ein Preisgeld von knapp 900.000 Australischen Dollar. Im Juli 2016 gewann Peters ein High-Roller-Turnier im Bellagio mit einer Siegprämie von knapp 400.000 US-Dollar. Wenige Tage später sicherte er sich bei einem Event in No Limit Hold’em der WSOP 2016 sein erstes Bracelet sowie eine Siegprämie von über 400.000 US-Dollar. Im November 2016 wurde der Amerikaner beim Main Event der Triton Series auf den Philippinen Achter und erhielt umgerechnet mehr als 210.000 US-Dollar. Eine Woche später gewann er in Macau das High Roller der Asia Championship of Poker mit einem Hauptpreis von umgerechnet rund 630.000 US-Dollar. Wiederum nur wenige Tage darauf setzte er sich beim Aria Super High Roller durch und sicherte sich nach einem Deal mit Erik Seidel mehr als 510.000 US-Dollar. Beim Main Event der EPT in Prag erreichte Peters Mitte Dezember 2016 den Finaltisch und beendete das Turnier auf dem dritten Platz, für den er knapp 400.000 Euro erhielt. Mit dem Sieg des Aria High Roller am 28. Dezember 2016, der mit knapp 300.000 US-Dollar prämiert wurde, überholte er den lange führenden Fedor Holz in der Rangliste des Global Poker Index Player of the Year. Somit sicherte sich der Amerikaner diese Auszeichnung zum Jahresende und wurde im Februar 2017 auch mit einem American Poker Award geehrt. Auch das Card Player Magazine vergab am Ende des Jahres 2016 seinen Player of the Year Award an Peters.
Seine bei Live-Turnieren erspielten Preisgelder lagen Ende 2016 bei knapp 15 Millionen US-Dollar.

#### 2017–2018: Weltranglistenerster und hochdotierte Turniersiege
Im Januar 2017 übernahm Peters erstmals die Führung in der Pokerweltrangliste, die er bis Anfang April insgesamt 7 Wochen innehatte. Ende April 2017 belegte er beim Super High Roller der PokerStars Championship in Monte-Carlo den vierten Platz und erhielt dafür ein Preisgeld von rund 630.000 Euro. Von Mai bis Juli 2017 erzielte er sechs Geldplatzierungen bei Turnieren im Aria Resort & Casino und sammelte Preisgelder von knapp 1,3 Millionen US-Dollar. Bei den ebenfalls dort erstmals ausgespielten Poker Masters belegte der Amerikaner im September 2017 beim vierten Event der Turnierserie den mit 273.000 US-Dollar dotierten dritten Platz.

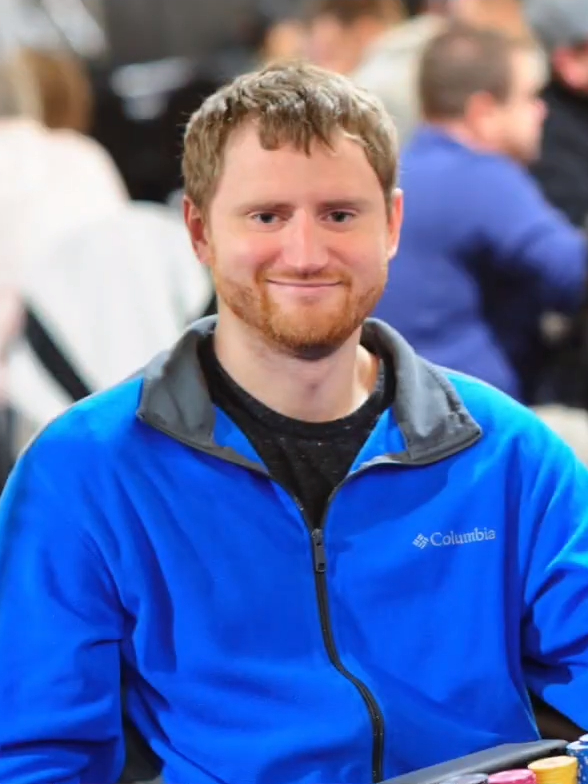
Peters bei der WPT in Montreal (2018)

Im Februar 2018 gewann Peters das siebte Turnier der US Poker Open mit einer Siegprämie von 400.000 US-Dollar. Im März 2018 belegte er beim Super High Roller Bowl China in Macau den siebten Platz, der mit umgerechnet mehr als einer Million US-Dollar bezahlt wurde. Anfang Mai 2018 wurde Peters beim EPT-Main-Event in Monte-Carlo Vierter und erhielt 232.000 Euro. Ende Juli 2018 gewann er das Six Max der Triton Series im südkoreanischen Jeju-do mit einer Siegprämie von umgerechnet mehr als 1,1 Millionen US-Dollar. Bei den Poker Masters im Aria Resort & Casino gewann Peters Mitte September 2018 das erste und letzte Turnier und sicherte sich mit Preisgeldern von mehr als 1,3 Millionen US-Dollar das meiste aller Spieler. Aufgrund eines neu eingeführten Punktesystem belegte er beim Rennen um das Poker Masters Purple Jacket™ hinter Almedin Imširović den zweiten Platz. Im selben Monat wurde Peters beim High Roller der auf PokerStars ausgespielten World Championship of Online Poker Zweiter und erhielt ein Preisgeld von mehr als 560.000 US-Dollar. Ende Oktober 2018 erreichte er den Finaltisch beim Super High Roller der World Series of Poker Europe im King’s Resort in Rozvadov und belegte nach verlorenem Heads-Up gegen den Tschechen Martin Kabrhel den zweiten Platz, der mit mehr als 1,6 Millionen Euro bezahlt wurde. Rund eine Woche später gewann Peters ein 100.000 US-Dollar teures Turnier im Aria Resort & Casino mit einer Siegprämie von mehr als 1,1 Millionen US-Dollar. Mitte November 2018 belegte er bei der Super High Roller Championship der partypoker Caribbean Poker Party in Nassau auf den Bahamas den dritten Platz und erhielt ein Preisgeld von mehr als 1,4 Millionen US-Dollar. Insgesamt erspielte sich der Amerikaner im Kalenderjahr 2018 mehr als 10 Millionen US-Dollar, mit Jason Koon, Mikita Badsjakouski und Justin Bonomo hatten nur drei Spieler noch höhere Preisgeldsummen aufzuweisen. Im Ranking des Global Poker Index Player of the Year belegte Peters am Jahresende 2018 hinter Alex Foxen und Stephen Chidwick den dritten Platz.
Zum Jahresende 2018 hatte sich Peters Live-Turnierpreisgelder von über 29 Millionen US-Dollar erspielt.

#### Seit 2019: Zweimal erfolgreichster Spieler der US Poker Open und drei weitere Bracelets
Mit drei Geldplatzierungen beim PCA durchbrach Peters Mitte Januar 2019 als fünfter Spieler die Marke von 30 Millionen US-Dollar an Live-Turnierpreisgeldern. Rund einen Monat später gewann er das Main Event der US Poker Open im Aria Resort & Casino und erhielt aufgrund eines Deals mit Chris Hunichen mehr als 1,2 Millionen US-Dollar. Aufgrund zwei weiterer Geldplatzierungen sammelte Peters die meisten Punkte aller Spieler während der Turnierserie und sicherte sich daher als Sieger der US Poker Open Championship eine zusätzliche Prämie von 100.000 US-Dollar. Anfang März 2019 wurde er beim Main Event der Triton Series in Jeju-do Fünfter und sicherte sich umgerechnet mehr als eine Million US-Dollar.
Im Juni 2020 spielte der Amerikaner auf der Online-Plattform partypoker den Super High Roller Bowl Online, das mit einem Buy-in von 102.000 US-Dollar – gemeinsam mit dem Super High Roller der World Championship of Online Poker im September 2016 auf PokerStars – bisher teuerste online ausgetragene Pokerturnier. Peters erreichte den Finaltisch und belegte den mit 762.500 US-Dollar dotierten dritten Platz. Im August 2020 setzte er sich der Heads-Up Championship der aufgrund der COVID-19-Pandemie auf GGPoker ausgespielten World Series of Poker Online durch und erhielt rund 360.000 US-Dollar sowie sein zweites Bracelet.
Im Juni 2021 erzielte Peters bei den US Poker Open im Aria vier Geldplatzierungen und gewann dabei das siebte, zehnte und elfte Turnier. Mit gewonnenen Preisgelder von mehr als 830.000 US-Dollar sicherte er sich das meiste aller Spieler und wurde als erfolgreichster Spieler der Serie mit der Golden Eagle Trophy ausgezeichnet, womit er seinen Titel verteidigte. Bei der zweiten Austragung der World Series of Poker Online sicherte sich der Amerikaner Mitte Juli 2021 auf WSOP.com beim Lucky 7’s High Roller sein drittes Bracelet sowie den Hauptpreis von mehr als 280.000 US-Dollar. Ende August 2021 platzierte er sich bei der Super High Roller Series Europe im nordzyprischen Kyrenia an zwei Finaltischen und erhielt Preisgelder von über 1,7 Millionen US-Dollar. Beim erstmals ausgespielten 200.000 US-Dollar teuren Aria High Roller belegte Peters im Oktober 2021 den zweiten Platz, der aufgrund eines Deals mit Nick Petrangelo mit knapp 1,4 Millionen US-Dollar bezahlt wurde.
Bei der WSOP 2022, die erstmals im Bally’s Las Vegas und Paris Las Vegas ausgespielt wurde, gewann Peters das erstmals ausgetragene High Roller Bounty und sicherte sich eine Siegprämie von mehr als 1,1 Millionen US-Dollar sowie sein viertes Bracelet. Im Jahr darauf erreichte er bei den beiden teuersten Events der WSOP 2023 die Geldränge und sicherte sich rund 900.000 US-Dollar.

### Live-Preisgeldübersicht
Peters erspielte sich bislang Live-Preisgelder von über 44 Millionen US-Dollar und steht damit auf dem zehnten Platz der erfolgreichsten Pokerspieler nach Turnierpreisgeldern. Seine Online-Turniergewinne liegen auf PokerStars bei über 5 Millionen US-Dollar und auf Full Tilt Poker bei rund 1,5 Millionen US-Dollar.
| Jahr   | Preisgeld (in $) | Turniersiege |
| ------ | ---------------- | ------------ |
| 2006   | 56.549           | 0            |
| 2007   | 185.144          | 0            |
| 2008   | 378.836          | 3            |
| 2009   | 201.352          | 1            |
| 2010   | 1.079.739        | 1            |
| 2011   | 385.003          | 0            |
| 2012   | 331.725          | 0            |
| 2013   | 1.386.035        | 2            |
| 2014   | 343.712          | 0            |
| 2015   | 2.935.899        | 2            |
| 2016   | 7.955.398        | 5            |
| 2017   | 3.541.517        | 3            |
| 2018   | 10.785.013       | 7            |
| 2019   | 4.152.793        | 1            |
| 2020   | 18.825           | 0            |
| 2021   | 4.541.630        | 3            |
| 2022   | 3.325.613        | 3            |
| 2023   | 2.574.329        | 1            |
| 2024   | 103.800          | 0            |
| gesamt | 44.282.912       | 32           |

### Braceletübersicht
Peters kam bei der WSOP 93-mal ins Geld und gewann vier Bracelets:
| Jahr   | Buy-in (in $) | Turnier                                              | Teilnehmer | Preisgeld (in $) |
| ------ | ------------- | ---------------------------------------------------- | ---------- | ---------------- |
| 2016 O | 001.500       | No-Limit Hold’em                                     | 1860       | 0.412.557        |
| 2020 O | 010.000       | GGPoker.com – Heads Up No Limit Hold’em Championship | 0128       | 0.360.480        |
| 2021 O | 007.777       | WSOP.com – No Limit Hold’em Lucky 7’s High Roller    | 0151       | 0.283.940        |
| 2022 O | 100.000       | High Roller Bounty No-Limit Hold’em                  | 0046       | 1.166.810        |